# Lyme Handley
Lyme Handley is een civil parish in het bestuurlijke gebied Cheshire East, in het Engelse graafschap Cheshire met 150 inwoners.